# Élection présidentielle portugaise de 2011
L’élection présidentielle portugaise de 2011 (en portugais : Eleições presidenciais em Portugal em 2011) a eu lieu le 23 janvier 2011 afin d'élire le nouveau président de la République portugaise, pour un mandat de cinq ans.
Le président sortant, Aníbal Cavaco Silva, est réélu dès le premier tour avec 52,95 % des suffrages exprimés, et un taux de participation très faible de 46,52 % du corps électoral.

## Contexte politique
Lors de l'élection présidentielle de 2006, l'ancien Premier ministre Aníbal Cavaco Silva, candidat unique du centre droit, avait remporté de justesse le scrutin dès le premier tour, avec 50,7 % des suffrages exprimés. Il avait notamment affronté deux candidats issus du Parti socialiste (PS) au pouvoir, l'officiel Mário Soares, ancien président de la République arrivé troisième avec 14 %, et le dissident Manuel Alegre, qui s'était classé deuxième avec 20 % des voix. Cette victoire historique du candidat conservateur, la première depuis la révolution des Œillets, avait inauguré une période de cohabitation avec le Premier ministre socialiste José Sócrates.
Les élections législatives du 27 septembre 2009 ont confirmé cette situation, en reconduisant le PS au pouvoir tout en le privant de sa majorité absolue. La situation de crise économique et budgétaire que connaît le pays a donc conduit à l'adoption d'un plan d'austérité budgétaire, et à l'intervention plus fréquente du chef de l'État dans la vie politique, afin de mettre d'accord les partis politiques du pays.

## Modalités
Au Portugal, le président de la République est élu pour un mandat de cinq ans, au suffrage universel direct. Tout candidat doit disposer d'au moins sept mille cinq cents et d'au plus quinze mille parrainages de citoyens inscrits sur les listes électorales, dont la validité est contrôlée par le Tribunal constitutionnel, et soumettre sa candidature au plus tard un mois avant la tenue du premier tour.
Si, le jour du scrutin, aucun candidat n'obtient la majorité absolue des suffrages exprimés, un second tour est organisé deux semaines plus tard, entre les deux candidats ayant obtenu le plus grand nombre de votes. Celui qui arrive en tête est déclaré élu. Depuis la révolution des Œillets, en 1974, seule l'élection de 1986 s'est jouée au second tour, entre le socialiste Mário Soares, qui l'a finalement emporté, et le chrétien-démocrate Diogo Freitas do Amaral.

## Candidats
Le Tribunal constitutionnel a validé six candidatures le 29 décembre 2010, et en a rejeté trois qui ne respectaient pas les obligations légales.

Candidats à l'élection présidentielle portugaise de 2011
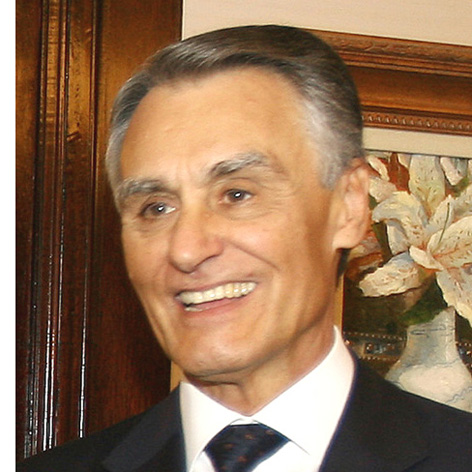
Aníbal Cavaco Silva Président sortant PPD/PSD
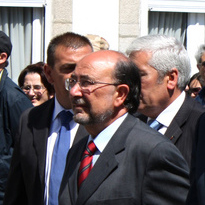
Defensor Moura Parti socialiste (dissident)
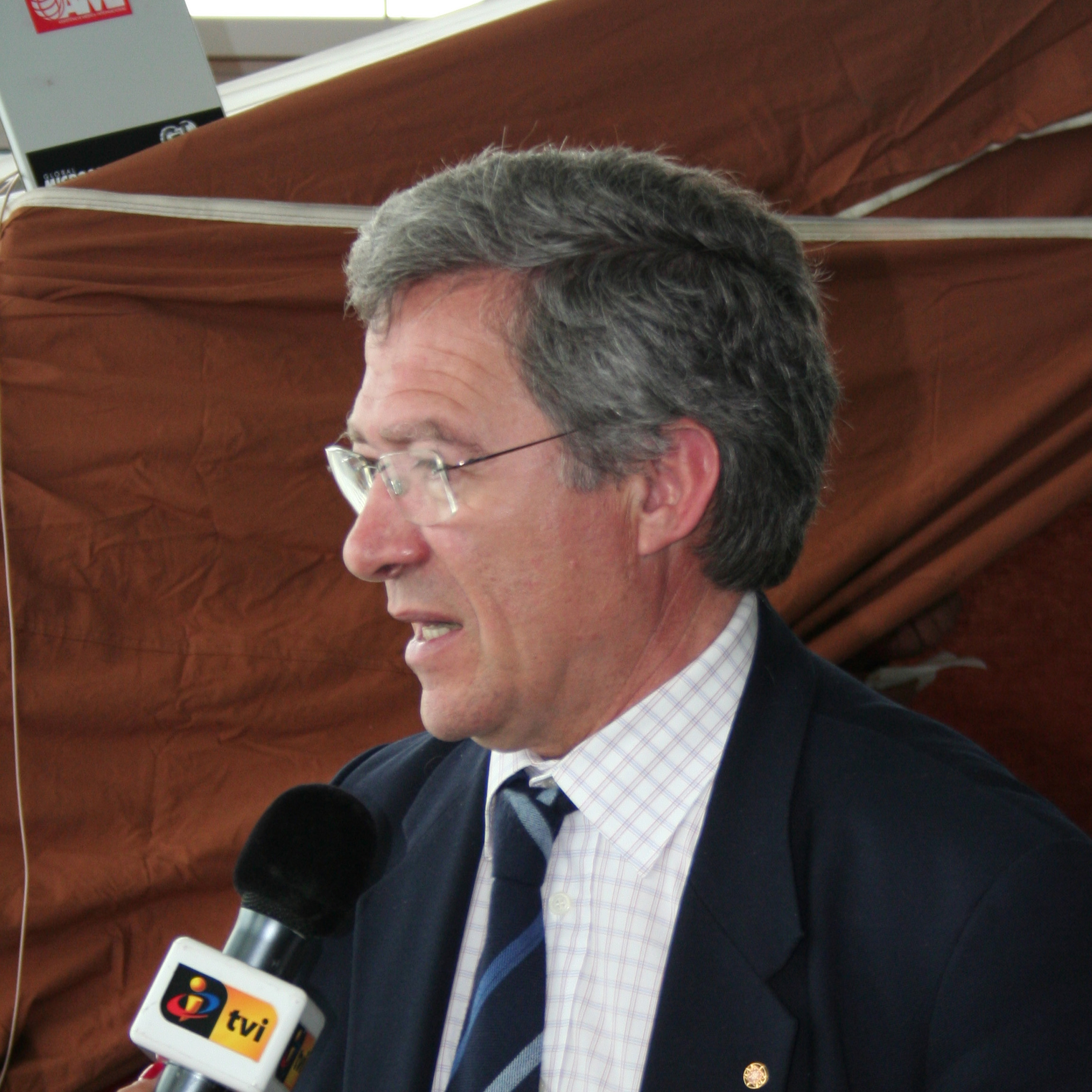
Fernando Nobre Indépendant
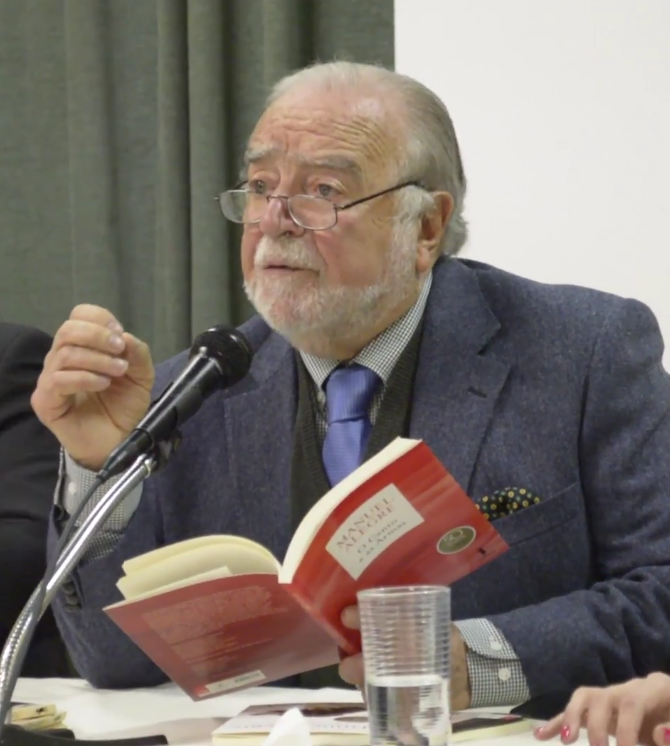
Manuel Alegre Parti socialiste
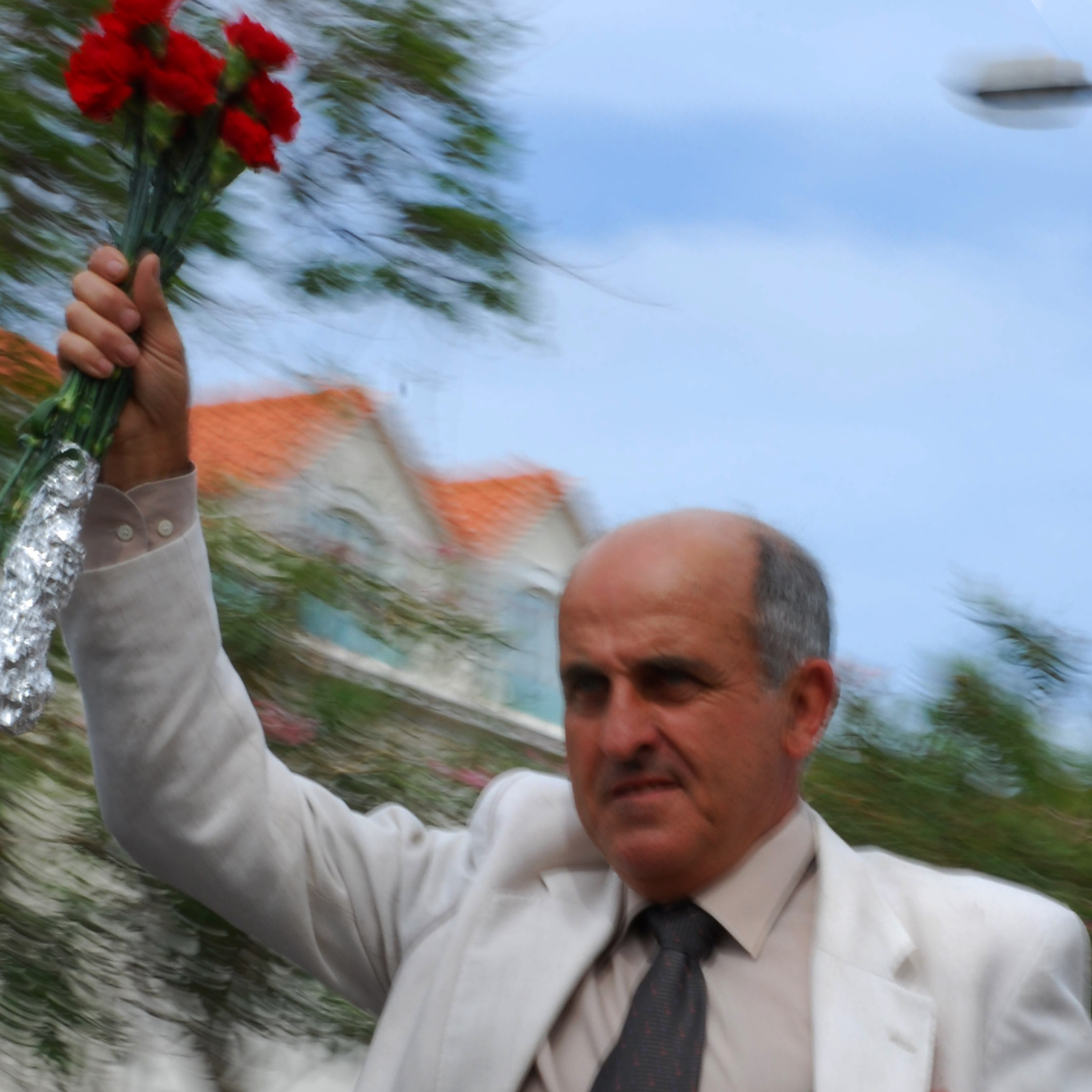
José Manuel Coelho Parti de la nouvelle démocratie

## Sondages
| Institut              | Date       | Cavaco | Moura | Nobre  | Lopes | Alegre | Coelho |
| --------------------- | ---------- | ------ | ----- | ------ | ----- | ------ | ------ |
| Universidade Católica | 21.01.2011 | 59,0 % | 1,0 % | 10,0 % | 6,0 % | 22,0 % | 2,0 %  |
| Eurosondagem          | 21.01.2011 | 56,3 % | 2,0 % | 10,1 % | 5,2 % | 25,0 % | 1,4 %  |
| Intercampus           | 20.01.2011 | 54,6 % | 2,6 % | 9,1 %  | 8,2 % | 22,8 % | 2,7 %  |
| Marktest              | 19.01.2011 | 61,5 % | 1,2 % | 12,7 % | 3,3 % | 15,0 % | 2,1 %  |
| Intercampus           | 07.01.2011 | 60,1 % | 2,5 % | 4,2 %  | 6,3 % | 25,3 % | 1,6 %  |
| Eurosondagem          | 23.12.2010 | 60,0 % | 0,7 % | 4,8 %  | 4,5 % | 30,0 % | -      |
| Intercampus           | 19.12.2010 | 64,3 % | 1,0 % | 5,5 %  | 4,5 % | 20,7 % | -      |
| Eurosondagem          | 27.11.2010 | 57,0 % | 1,0 % | 5,2 %  | 4,8 % | 32,0 % | -      |
| Marktest              | 26.11.2010 | 78,3 % | 0,0 % | 4,0 %  | 0,7 % | 15,0 % | -      |
| Intercampus           | 21.11.2010 | 61,5 % | 0,5 % | 3,5 %  | 4,7 % | 26,1 % | -      |
| CESOP (UCP)           | 29.10.2010 | 63,0 % | 1,0 % | 7,0 %  | 3,0 % | 20,0 % | -      |
| Aximage               | 13.10.2010 | 55,1 % | 0,2 % | 7,1 %  | 1,9 % | 35,7 % | -      |
| Intercampus           | 09.10.2010 | 55,5 % | 1,2 % | 4,9 %  | 5,7 % | 30,7 % | -      |
| Marktest              | 25.09.2010 | 71,0 % | 0,2 % | 4,0 %  | 1,0 % | 22,0 % | -      |
| Eurosondagem          | 24.09.2010 | 54,9 % | 1,1 % | 6,2 %  | 4,8 % | 33,0 % | -      |

## Résultats

### Voix
| Inscrits                 | Inscrits                 | Inscrits                        | 9 657 312 |             |  |  |
| Abstentions              | Abstentions              | Abstentions                     | 5 164 859 | 53,48 %     |  |  |
| Votants                  | Votants                  | Votants                         | 4 492 453 | 46,52 %     |  |  |
|                          |                          |                                 |           |             |  |  |
| Bulletins enregistrés    | Bulletins enregistrés    | Bulletins enregistrés           | 4 492 453 |             |  |  |
| Bulletins blancs ou nuls | Bulletins blancs ou nuls | Bulletins blancs ou nuls        | 277 593   | 6,18 %      |  |  |
| Suffrages exprimés       | Suffrages exprimés       | Suffrages exprimés              | 4 214 860 | 93,82 %     |  |  |
|                          |                          |                                 |           |             |  |  |
|                          | Candidat                 | Parti                           | Suffrages | Pourcentage |  |  |
|                          | Aníbal Cavaco Silva      | Parti social-démocrate          | 2 231 956 | 52,95 %     |  |  |
|                          | Manuel Alegre            | Parti socialiste                | 831 838   | 19,74 %     |  |  |
|                          | Fernando Nobre           | Indépendant                     | 593 021   | 14,07 %     |  |  |
|                          | Francisco Lopes          | Parti communiste portugais      | 301 017   | 7,14 %      |  |  |
|                          | José Manuel Coelho       | Parti de la nouvelle démocratie | 189 918   | 4,51 %      |  |  |
|                          | Defensor Moura           | Indépendant                     | 67 110    | 1,59 %      |  |  |

### Analyse
La participation est en baisse de quinze points par rapport à l'élection présidentielle de 2006 et l'abstention atteint un record,. Le nombre de bulletins blancs et nuls est presque trois fois plus élevé qu'en 2006 et représente plus de 6 % des votants.